# Paresí
El paresí (també anomenada Haliti-Paresi o Paresi-Haliti pels mateixos parlants) és una llengua arawak del grup de llengües Paresí-Waurá parlada al Brasil. Hi ha aproximadament 2000 paresis i al voltant de 1800 (~ 90% de la població) parlen l'idioma. Els paresi viuen a l'estat de Mato Grosso, viuen específicament a nou territoris indígenes: Rio Formoso, Utiariti, Estació Parecis, Estivadinho, Pareci, Juininha, Figueira, Ponte de Pedra i Uirapuru. En termes de perill, no es troba en perill immediat. S'utilitza en molts dominis quotidians, però hi ha una manca de transmissió a les generacions més joves, així com un canvi de llengua evident al portuguès. Això és el resultat de l'ús del portuguès en educació i salut, així com de la integració de la cultura brasilera entre els paresi, creant canvis en la seva llengua i pràctiques culturals.

## Història
Les persones que parlaven paresí van ser profundament afectades pel contacte amb els colonitzadors portuguesos, que van conèixer per primera vegada el 1718. Durant més de 100 anys, van ser esclavitzats com a miners a Mato Grosso. Els parlants de paresí vivien en zones denses de goma, molts van ser expulsats de casa o presos com a guies per exploradors a finals del segle XIX; aquesta explotació i agressió els conduiria gairebé a l'extinció al segle xx. Diversos missioners catòlics de la congregació Anchieta van obligar els nens paresí a internats, on es va intentar suprimir el seu idioma, i també van assumir el control de tota la zona d'Utiariti per part dels waimaré locals.
Tota aquesta interrupció va provocar la pèrdua de diversos subgrups de paresis a causa de l'extinció o l'assimilació a altres grups, així com un canvi en la majoria dels grups cap a parlar portuguès brasiler en lloc de Paresi. No obstant això, alguns grups segueixen fent esforços per mantenir les pràctiques culturals tradicionals de Paresi, així com la llengua, com ara els kozarenes que fabriquen cervesa i pa tradicionals i porten tocats i faldilles paresi.

## Documentació
El paresí pertany a la família de llengües arawak, una de les famílies lingüístiques més grans i més esteses d’Amèrica del Sud. Payne (1991) va utilitzar la retenció lèxica per determinar la classificació de la llengua i va situar Paresi a la branca Central. Aikhenvald (1999) i Ramirez (2001) agrupen Paresi a la branca Paresi-Xingu. 
Hi ha hagut alguna documentació pel paresí. Un esbós gramatical va servir com a descripció preliminar del discurs, la clàusula i l'estructura de les paraules (Rowan i Burgess 1969). S'ha compilat un diccionari preliminar basat en la varietat parlada a la zona d'Utiariti (Rowan 1978). També s’ha realitzat treballs de fonologia (Rowan 1961, 1963, 1964a, 1964b, 1967, 1972, 1977), més específicament amb la fonètica i la fonologia del dialecte waimaré (Drude 1995), i una descripció fonològica de les principals variants de Paresi mitjançant geometria de característiques (Silva 2009). Brandão ha escrit una descripció de morfologia verbal que tracta de classes verbals, temps, aspecte i modalitat (Brandão 2010). També s’ha escrit una morfosintaxi que aborda morfemes funcionals respecte a la negació, l’aspecte i l'estat d’ànim (Silva 2013). Hi ha altres materials pedagògics disponibles (Paresi & Januário 2011), a més de les tesis estudiantils realitzades per parlants paresí de la Universitat Estatal de Mato Grosso.
El Museu do Índio té un projecte lingüístic en curs pel paresí, coordinat per Glauber Romling. L’objectiu del projecte és involucrar la comunitat indígena oferint una formació bàsica d’arxiu i lingüística per analitzar les dades de la parla en forma de contes mítics i entrevistes sociolingüístiques.

## Fonologia

### Consonants
Al paresí hi ha 17 sons consonàntics, amb tres fonemes marginals que només apareixen en contextos molt restringits. Aquests fonemes marginals s’analitzen com a fonemes propis perquè, a diferència d'altres consonants palatalitzades de la llengua, aquests fonemes poden aparèixer al començament de les paraules anteriors a /a/, cosa que no desencadenaria la palatalització.
|                    | Bilabial | Labio-Dental | Dental | Alveolar | Palato-Alveolar | Palatal | Velar | Glotal |
| ------------------ | -------- | ------------ | ------ | -------- | --------------- | ------- | ----- | ------ |
| Oclusiva           | b ⟨b⟩    |              |        | t ⟨t⟩    | tʲ ⟨ty⟩         |         | k ⟨k⟩ |        |
| Nasal              | m ⟨m⟩    |              |        | n ⟨n⟩    |                 |         |       |        |
| Vibrant            |          |              |        | ɾ ⟨r⟩    |                 |         |       |        |
| Lateral Aproximant |          |              |        | l ⟨l⟩    | (lʲ) ⟨ly⟩       |         |       |        |
| Fricativa          |          | f ⟨f⟩        | θ ⟨z⟩  |          | (ʃ) ⟨x⟩         |         |       | h ⟨h⟩  |
| Africada           |          |              |        | t͡s ⟨ts⟩  | (t͡ʃ) ⟨tx⟩       |         |       |        |
| Aproximant         | w ⟨w⟩    |              |        |          |                 | j ⟨y⟩   |       |        |

 Adaptat de Brandão (2014).

### Vocals
Hi ha 6 fonemes vocàlics en paresí, tot i que les vocals nasalitzades es restringeixen en context i de vegades són al·lòfons emfàtics dels seus equivalents orals. Les vocals nasals frontals són les úniques amb distribucions complementàries a les vocals orals respectives. El paresí presenta una forma de rinoglotofília, en què les vocals adjacents a un començament fricatiu glotal d’una síl·laba final són nasalitzades i presenten una fonació esbufegada.
|         | Anterior          | Posterior |
| ------- | ----------------- | --------- |
| Tancada | /i/ ⟨i⟩, /ĩː/ ⟨ĩ⟩ |           |
| Mitjana | /e/ ⟨e⟩, /ẽː/ ⟨ẽ⟩ | /o/ ⟨o⟩   |
| Oberta  | /a/ ⟨a⟩           | /a/ ⟨a⟩   |

## Morfologia
El pareSÍ és una llengua polisintètica, els límits dels seus morfemes són nítids i fàcils d’analitzar. Els afixos són molt productius en la llengua, els prefixos s’adhereixen principalment als verbs i a alguns substantius per formar predicats estatius. Existeixen diferents conjunts de sufixos per a noms i verbs; els sufixos nominals codifiquen la possessió i els plurals, i els sufixos verbals codifiquen l’aspecte, els canvis de valència i el nombre. Els clítics personals i clausals són força nombrosos, amb clítics personals que marquen la possessió i el subjecte, i els clítics clausals que indiquen futur, passat o irreal. [7] Els demostratius adnominal (que apareixen abans dels noms) i els adverbials també són extensos, amb una divisió de 4 vies en demostratius adnominals: proximal, medial, distal i no visual, així com una distinció en nombre.